# Шарваозеро
Шарваозеро, Нижнее Топорное — озеро на территории Амбарнского сельского поселения Лоухского района Республики Карелии.

## Общие сведения
Площадь озера — 1,1 км², площадь водосборного бассейна — 5,86 км². Располагается на высоте 93,3 метров над уровнем моря.
Озеро неправильной квадратной формы. Берега каменисто-песчаные, местами заболоченные.
Из южной оконечности озера вытекает безымянный водоток, впадающий в губу Вальтову озера Кереть, из которого берёт начало река Кереть, впадающая в Белое море.
По центру озера расположен один небольшой остров без названия.
К северо-востоку от озера проходит трасса Р21 («Кола»).
Код объекта в государственном водном реестре — 02020000711102000002095.